# Wspólnota i Szkoła Nowej Ewangelizacji Zacheusz
Wspólnota i Szkoła Nowej Ewangelizacji Zacheusz – katolicka charyzmatyczna wspólnota ewangelizacyjna założona w 2007 w Cieszynie, prowadząca od 2011 szkołę nowej ewangelizacji w strukturze Szkół Ewangelizacji św. Andrzeja José H. Prado Floresa.

## Historia
Początki istnienia wspólnoty sięgają roku 2003. Przy klasztorze franciszkanów w Cieszynie (diecezja bielsko-żywiecka) zaczęła spotykać się grupa osób, mająca pragnienie założenia wspólnoty ewangelizacyjnej. Osoby te gromadziły się na modlitwie wspólnotowej i dzieleniu się Słowem Bożym. Od 2007 spotkania formacyjne i modlitewne zaczęły odbywać się regularnie w przyklasztornym Kościele św. Krzyża przy ul. ks. Szersznika. Po zawiązaniu współpracy ze Szkołą Ewangelizacji św. Andrzeja w Meksyku podjęto starania o oficjalne zatwierdzenie dekretu erygującego szkołę u władz Prowincji Wniebowzięcia Najświętszej Maryi Panny Zakonu Braci Mniejszych w Katowicach. Prowincjał Ezdrasz Biesok OFM podpisał dekret ustanawiający oraz zatwierdził statuty szkoły 10 października 2011. Tego samego roku wspólnota rozpoczęła regularnie spotykać się w Jabłonkowie na terenie Czech w kościele pw. św. Józefa u sióstr elżbietanek (diecezja ostrawsko-opawska). Kolejne filie wspólnoty powstały: 10 października 2012 przy klasztorze franciszkanów w Chorzowie i 7 stycznia 2015 przy klasztorze w Panewnikach. Obie na terenie archidiecezji katowickiej.

## Diakonie i grupy

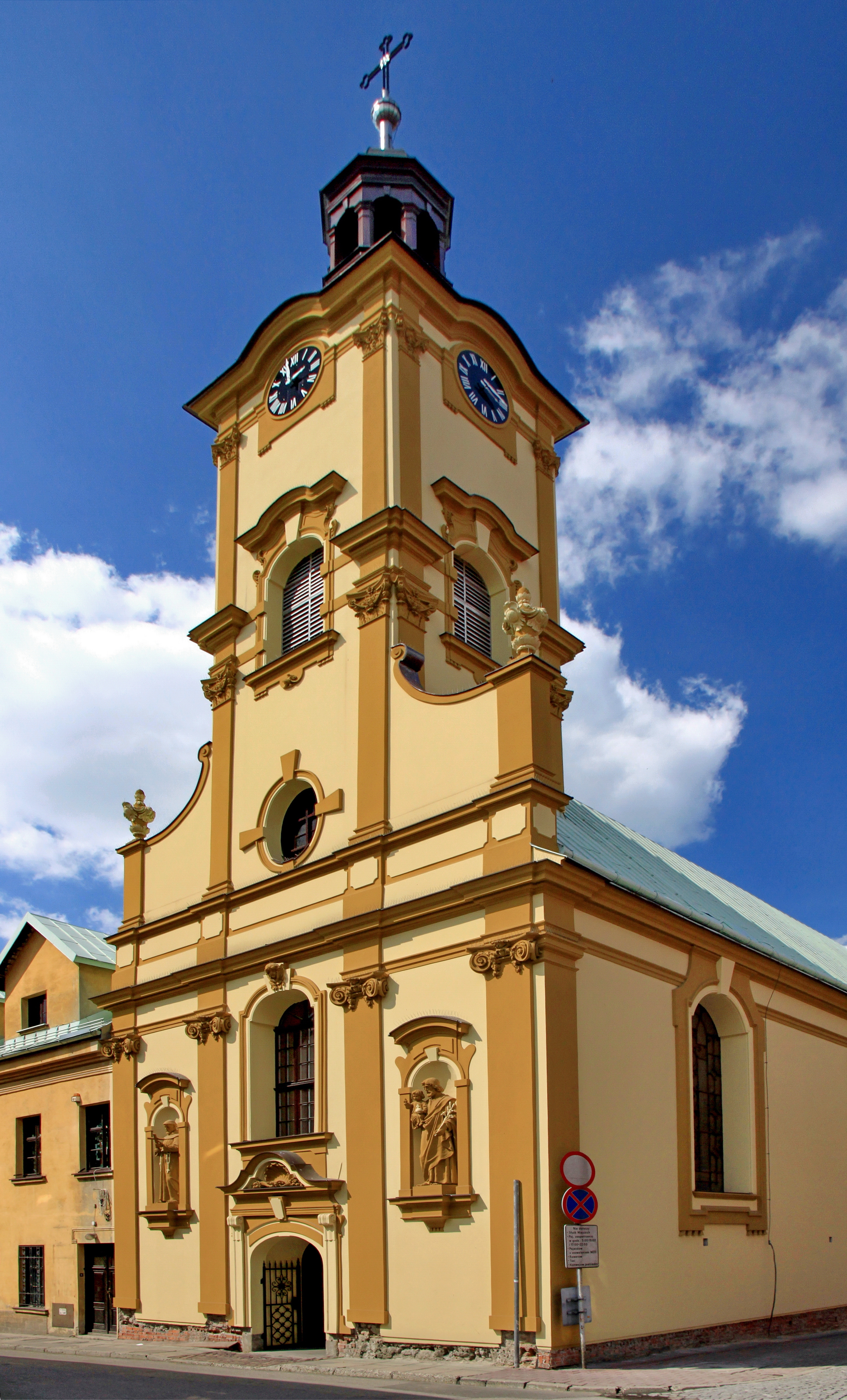
Kościół Krzyża św. w Cieszynie, siedziba SNE Zacheusz

Wspólnota prowadzi czuwania charyzmatyczne z modlitwą o uzdrowienie, otwarte spotkania modlitewno-formacyjne, rekolekcje i kursy w ramach Szkoły Nowej Ewangelizacji, w które angażują się wszyscy jej członkowie. Ze strony Kościoła opiekę duszpasterską sprawują franciszkanie z Prowincji Wniebowzięcia NMP w Katowicach. We wspólnocie istnieją następujące diakonie: miłosierdzia, uwielbienia, wstawiennicza, prorocza, adoracji, ewangelizacyjna. Mężczyźni członkowie wspólnoty spotykają się też w Grupie Mężczyzn, by dzielić się wiarą i doświadczyć jej poprzez przyjaźń, modlitwę i braterstwo. Grupa Wsparcia jest propozycją dla członków wspólnoty, którzy w jakimś stopniu doświadczyli w swoim życiu dysfunkcji w rodzinie.
Przy wspólnocie działa zespół muzyczny Zacheus Live, członkami którego są muzycy z Zaolzia i z Polski. Pierwszy koncert miał miejsce w styczniu 2013 r., od tego czasu grupa koncertuje na obszarze Polski i Czeskiej Republiki. Zespół wydał płytę „Zmartwychwstanie”, na której znajdują się covery takich zespołów jak: Hillsong, Chris Tomlin, TGD a także twórczość własna.

## Szkoła Nowej Ewangelizacji
Celem szkoły jest ewangelizacja bezpośrednia, formacja ewangelizatorów oraz formacja liderów zgodnie z Projektem Pastoralnym Szkół Ewangelizacji Świętego Andrzeja. Jest jedną z katolickich kerygmatycznych Szkół Nowej Ewangelizacji w Polsce, należących do międzynarodowej sieci SESA (Szkoły Ewangelizacji Świętego Andrzeja). Szkoła podlega prowincjałowi Prowincji Wniebowzięcia Najświętszej Maryi Panny Zakonu Braci Mniejszych w Katowicach. Siedzibą szkoły jest Dom Rekolekcyjny w Cieszynie przy klasztorze franciszkanów. Na czele szkoły stoi dyrektor, którym, zgodnie z jej statutem, jest brat należący do prowincji panewnickiej Obecnie jest nim o. Ireneusz Toczydłowski OFM (2023).